# Jackson (Minnesota)
Jackson es una ciudad ubicada en el condado de Jackson en el estado estadounidense de Minnesota. En el Censo de 2010 tenía una población de 3299 habitantes y una densidad poblacional de 276,78 personas por km².

## Geografía
Jackson se encuentra ubicada en las coordenadas 43°37′42″N 94°59′13″O / 43.62833, -94.98694. Según la Oficina del Censo de los Estados Unidos, Jackson tiene una superficie total de 11.92 km², de la cual 11.87 km² corresponden a tierra firme y (0.41%) 0.05 km² es agua.

## Demografía
Según el censo de 2010, había 3299 personas residiendo en Jackson. La densidad de población era de 276,78 hab./km². De los 3299 habitantes, Jackson estaba compuesto por el 93.33% blancos, el 0.52% eran afroamericanos, el 0.36% eran amerindios, el 3.43% eran asiáticos, el 0% eran isleños del Pacífico, el 0.76% eran de otras razas y el 1.61% pertenecían a dos o más razas. Del total de la población el 1.79% eran hispanos o latinos de cualquier raza.